# エキュメニカル審査員賞
エキュメニカル審査員賞（エキュメニカルしんさいんしょう、Prix du jury œcuménique）は、キリスト教関連の団体から贈られる賞で、カンヌ国際映画祭の独立部門のひとつ。1974年から授与されている。エキュメニカル審査員賞は、ロカルノ国際映画祭など他の映画祭にも設けられている。

## 概要
エキュメニカルとはキリスト教の教会統一の意。キリスト教徒の映画製作者、映画批評家らにより、1974年にカンヌ国際映画祭の独立部門として創設された。カトリックとプロテスタントの組織「SIGNIS and INTERFILM」の審査員6名によって「人間の内面を豊かに描いた作品」に贈られる。

## 受賞者の傾向
受賞者の国籍は欧州が多く、特にイタリア、ドイツ、ポーランドの占める割合が高い。
キリスト教国でないアジア諸国からは、いままでに8人が選出されている。1994年のチャン・イーモウ（『活きる』）、2000年の青山真治（『EUREKA』）、2017年の河瀨直美（『光』）、2021年の濱口竜介（『ドライブ・マイ・カー』）、2022年の是枝裕和（『ベイビー・ブローカー』）に加え、イランからは2001年のモフセン・マフマルバフ（『カンダハール』）、2003年のサミラ・マフマルバフ（At Five in the Afternoon）、2013年のアスガル・ファルハーディー（『ある過去の行方』）の3人が選ばれている。河瀨直美はサミラ・マフマルバフに続く史上2人目の女性受賞者となった。
2009年にはラース・フォン・トリアーの『アンチクライスト』の内容が反キリスト教的だとして、皮肉の意味を込め「アンチ・アワード」を与えた。

## 受賞作品
| 開催年 | 題名 原題                                                 | 監督                                   | 製作国                         |
| ------ | --------------------------------------------------------- | -------------------------------------- | ------------------------------ |
| 1974年 | 不安と魂 Angst essen Seele auf                            | ライナー・ヴェルナー・ファスビンダー   | 西ドイツ                       |
| 1975年 | カスパー・ハウザーの謎 Jeder für sich und Gott gegen alle | ヴェルナー・ヘルツォーク               | 西ドイツ                       |
| 1976年 | 受賞なし                                                  |                                        |                                |
| 1977年 | レースを編む女 La Dentellière                             | クロード・ゴレッタ                     | フランス                       |
| 1978年 | 木靴の樹 L'Albero degli zoccoli                           | エルマンノ・オルミ                     | イタリア                       |
| 1979年 | 麻酔なし Bez znieczulenia                                 | アンジェイ・ワイダ                     | ポーランド                     |
| 1979年 | ストーカー Сталкер                                        | アンドレイ・タルコフスキー             | ソビエト連邦                   |
| 1980年 | コンスタンス Constants                                    | クシシュトフ・ザヌッシ                 | ポーランド                     |
| 1981年 | 鉄の男 Człowiek z żelaza                                  | アンジェイ・ワイダ                     | ポーランド                     |
| 1982年 | サン★ロレンツォの夜 La notte di San Lorenzo               | タヴィアーニ兄弟                       | イタリア                       |
| 1983年 | ノスタルジア Nostalghia                                   | アンドレイ・タルコフスキー             | ソビエト連邦                   |
| 1984年 | パリ、テキサス Paris,Texas                                | ヴィム・ヴェンダース                   | 西ドイツ フランス イギリス     |
| 1985年 | オフィシャル・ストーリー La Historia oficial              | ルイス・プエンソ                       | アルゼンチン                   |
| 1986年 | サクリファイス Offret                                     | アンドレイ・タルコフスキー             | スウェーデン フランス イギリス |
| 1987年 | 懺悔 მონანიება                                            | テンギズ・アブラゼ                     | ソビエト連邦                   |
| 1988年 | ワールド・アパート A World Apart                          | クリス・メンゲス                       | イギリス                       |
| 1989年 | モントリオールのジーザス Jésus de Montréal                | ドゥニ・アルカン                       | カナダ                         |
| 1990年 | みんな元気 Stanno tutti bene                              | ジュゼッペ・トルナトーレ               | イタリア                       |
| 1991年 | ふたりのベロニカ La Double Vie de Véronique               | クシシュトフ・キェシロフスキ           | ポーランド                     |
| 1992年 | 小さな旅人 Il Ladro di bambini                            | ジャンニ・アメリオ                     | イタリア                       |
| 1993年 | Libera Me                                                 | アラン・カヴァリエ                     | フランス                       |
| 1994年 | 活きる 活着                                               | チャン・イーモウ                       | 中国                           |
| 1994年 | 太陽に灼かれて Утомлённые солнцем                         | ニキータ・ミハルコフ                   | ロシア                         |
| 1995年 | 大地と自由 Land and Freedom                               | ケン・ローチ                           | イギリス                       |
| 1996年 | 秘密と嘘 Secrets & Lies                                   | マイク・リー                           | イギリス                       |
| 1997年 | スウィート ヒアアフター The Sweet Hereafter               | アトム・エゴヤン                       | カナダ                         |
| 1998年 | 永遠と一日 Μιά αιωνιότητα και μιά μέρα                    | テオ・アンゲロプロス                   | ギリシャ                       |
| 1999年 | オール・アバウト・マイ・マザー Todo sobre mi madre        | ペドロ・アルモドバル                   | スペイン                       |
| 2000年 | EUREKA                                                    | 青山真治                               | 日本                           |
| 2001年 | カンダハール Safar e Ghandehar                            | モフセン・マフマルバフ                 | イラン                         |
| 2002年 | 過去のない男 Mies vailla menneisyyttä                     | アキ・カウリスマキ                     | スウェーデン                   |
| 2003年 | 午後の五時 پنج عصر                                        | サミラ・マフマルバフ                   | イラン                         |
| 2004年 | モーターサイクル・ダイアリーズ Diarios de motocicleta     | ウォルター・サレス                     | アルゼンチン                   |
| 2005年 | 隠された記憶 Caché                                        | ミヒャエル・ハネケ                     | フランス                       |
| 2006年 | バベル Babel                                              | アレハンドロ・ゴンサレス・イニャリトゥ | アメリカ合衆国                 |
| 2007年 | そして、私たちは愛に帰る Auf der anderen Seite            | ファティ・アキン                       | ドイツ                         |
| 2008年 | Adoration                                                 | アトム・エゴヤン                       | カナダ                         |
| 2009年 | エリックを探して Looking for Eric                         | ケン・ローチ                           | イギリス                       |
| 2010年 | 神々と男たち Des hommes et des dieux                      | グザヴィエ・ボーヴォワ                 | フランス                       |
| 2011年 | きっと ここが帰る場所 This Must Be the Place              | パオロ・ソレンティーノ                 | イタリア                       |
| 2012年 | 偽りなき者 Jagten                                         | トマス・ヴィンターベア                 | デンマーク                     |
| 2013年 | ある過去の行方 Le passé                                   | アスガル・ファルハーディー             | イラン                         |
| 2014年 | 禁じられた歌声 Timbuktu                                   | アブデラマン・シサコ                   | モーリタニア フランス          |
| 2015年 | 母よ、 Mia madre                                          | ナンニ・モレッティ                     | イタリア                       |
| 2016年 | たかが世界の終わり Juste la fin du monde                  | グザヴィエ・ドラン                     | カナダ                         |
| 2017年 | 光                                                        | 河瀨直美                               | 日本                           |
| 2018年 | 存在のない子供たち کفرناحوم                               | ナディーン・ラバキー                   | レバノン                       |
| 2019年 | 名もなき生涯 A Hidden Life                                | テレンス・マリック                     | アメリカ合衆国 ドイツ          |
| 2021年 | ドライブ・マイ・カー                                      | 濱口竜介                               | 日本                           |
| 2022年 | ベイビー・ブローカー 브로커                               | 是枝裕和                               | 韓国                           |
| 2023年 | PERFECT DAYS                                              | ヴィム・ヴェンダース                   | 日本/ ドイツ                   |